# Svenska Serien 1915-1916
La Svenska Serien 1915-1916 fu la sesta edizione del massimo campionato svedese di calcio.
Il campionato era formato da sei squadre e l'IFK Göteborg.

## Classifica finale
| Pos | Club           | G  | V | N | P | GF | GS | Punti |
| --- | -------------- | -- | - | - | - | -- | -- | ----- |
| 1   | IFK Göteborg   | 10 | 6 | 3 | 1 | 27 | 9  | 15    |
| 2   | AIK            | 10 | 7 | 1 | 2 | 33 | 13 | 15    |
| 3   | Örgryte IS     | 10 | 5 | 1 | 4 | 21 | 15 | 11    |
| 4   | GAIS           | 10 | 4 | 0 | 6 | 17 | 24 | 8     |
| 5   | IFK Norrköping | 10 | 3 | 0 | 7 | 12 | 36 | 6     |
| 6   | Djurgårdens IF | 10 | 2 | 1 | 7 | 15 | 28 | 5     |

G = Partite giocate; V = Vittorie; N = Nulle/Pareggi; P = Perse; GF = Goal fatti; GS = Goal subiti; DR = differenza reti